# Грімпар рудий
Грімпа́р рудий (Dendrocincla homochroa) — вид горобцеподібних птахів родини горнерових (Furnariidae). Мешкає в Мексиці, Центральній і Південній Америці.

## Опис
Довжина птаха становить 20 см, вага 44 г. Забарвлення переважно руде, горло біле, від дзьоба до очей ідуть сірі смуги. Дзьоб довгий, прямий.

## Підвиди
Виділяють чотири підвиди:
- D. h. homochroa (Sclater, PL, 1860) — від південної Мексики (Оахака, Юкатан) до Гондурасу;
- D. h. acedesta Oberholser, 1904 — від південного заходу Нікарагуа до західної Панами;
- D. h. ruficeps Sclater, PL & Salvin, 1868 — від Панами до північно-західної Венесуели;
- D. h. meridionalis Phelps & Phelps Jr, 1953 — північна Колумбія і північно-західна Венесуела (Сьєрра-Невада-де-Санта-Марта[4], Сьєрра-де-Періха, схили Кордильєри-де-Мерида).

## Поширення і екологія
Руді грімпарі мешкають в Мексиці, Гватемалі, Белізі, Сальвадорі, Гондурасі, Нікарагуа, Коста-Риці, Панамі, Колумбії і Венесуелі. Вони живуть в підліску вологих рівнинних і гірських тропічних лісів, в сухих тропічних лісах і на плантаціях. Зустрічаються на висоті до 1800 м над рівнем моря. Живляться комахами і павуками. Гніздяться в дуплах, на висоті від 0,6 до 5 м над землею. В кладці 2-3 білих яйця.